# 前田玄以

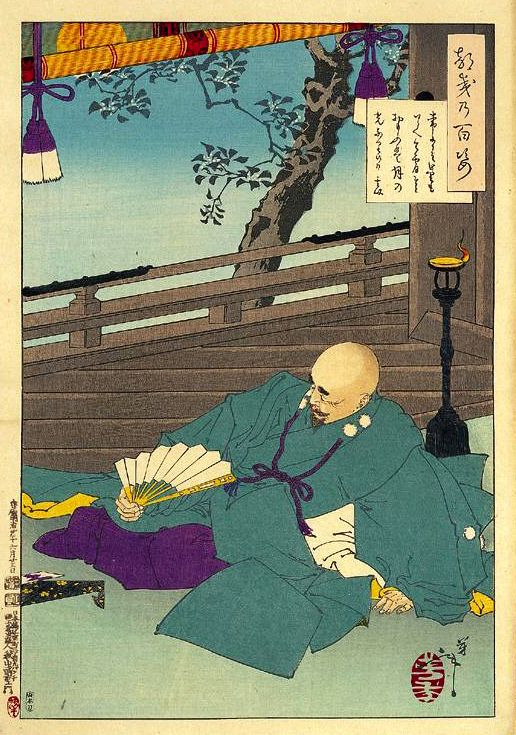
『常にこそ曇りもいとへ今宵そとおもうは月の光なりけり』（月岡芳年『月百姿』）前田玄以

前田 玄以（まえだ げんい）は、戦国時代から安土桃山時代にかけての僧侶・武将・大名。豊臣政権の五奉行の一人。徳禅院 玄以とも。

## 生涯
天文8年（1539年）、美濃国に生まれた。『寛政重修諸家譜』によると前田氏は、加賀藩主前田氏と同じく菅原氏の一族として収録されているが、藤原利仁の末裔にして斎藤氏支流の季基が美濃国安八郡前田に住んで、前田氏を称したと伝わり、加賀前田家とは別流であるともされる。
若い頃は美濃の僧で、禅僧あるいは比叡山の僧とも伝えられている（『藩翰譜』）。また尾張小松原寺の住職であったともされる（『武功雑記』）。
後に織田信長に招聘されて臣下に加わり、信長の命令でその嫡男・織田信忠付の家臣となった。
天正10年（1582年）6月、本能寺の変に際しては、信忠と共に二条新御所にあったが、信忠の命で逃れ、嫡男の三法師を美濃国岐阜城から尾張国清洲城に移した。
天正11年（1583年）、信長の次男の信雄に仕え、信雄から京都所司代に任じられた。
天正12年（1584年）、羽柴秀吉の勢力が京都に伸張すると、秀吉の家臣として仕えるようになった。
文禄4年（1595年）、秀吉より5万石を与えられて、丹波亀山城主となった。
豊臣政権においては京都所司代として朝廷との交渉役を務め、天正16年（1588年）の後陽成天皇の聚楽第行幸では奉行として活躍している。また寺社の管理や洛中洛外の民政も任され、キリシタンを弾圧したが、後年にはキリスト教に理解を示し融和政策も採っている。慶長3年（1598年）、秀吉の命令で豊臣政権下の五奉行の一人に任じられた。
蒲生氏郷が病の際に、秀吉は9名の番医による輪番診療を命じた。この仕組みの運営は玄以邸で出されている。玄以が検使として立ち合っており、診療経過は逐一、秀吉に報告された｡
秀吉没後は豊臣政権下の内部抗争の沈静化に尽力し、徳川家康の会津征伐に反対した。
慶長5年（1600年）、石田三成が大坂で挙兵した際は、三成の挙兵に関わらなかった、とする説があるが、全く三成に協力しなかったというわけではなく、家康弾劾状の副状の責任者となっている。ただし、豊臣秀頼がいる大坂城の留守を預かった増田長盛と同じ立場であったが、長盛のように大坂城内にありながら徳川方に内通しているようなことはなく、長束正家のように石田・毛利方として軍事行動をすることもなく、秀頼の警護を大義として、豊臣家として中立の立場でいたとされる。これらの行動が評価されたらしく、関ヶ原の戦いの後の10月16日、丹波亀山5万石の本領を安堵され、初代藩主となった。
慶長7年（1602年）5月20日、死去した。
長男の秀以は前年に早世していたため、三男（次男という説もある）の茂勝が跡を継いだ。

## 人物・逸話
織田信長・豊臣秀吉配下の中では､ある程度ではあるが､京都の公家・諸寺社との繋がりを持つ数少ない人物と見なされ､このような要素にも所司代起用の理由があった。
かつて僧侶だった関係から当初キリシタンには弾圧を行っていたが、後年には理解を示し、秀吉がバテレン追放令を出した後の文禄2年（1593年）、秘密裏に京都でキリシタンを保護している。またポルトガルのインド総督ともキリシタン関係で交渉したことがあったとされる。ちなみに息子2人はキリシタンになっている。また僧侶出身のため、仏僧の不行状を目撃することが多かったらしく、彼らを強く非難している（『フロイス日本史』第69章）。

### 呼称
玄以は当時「民部卿法印」あるいは「徳善院僧正」と呼ばれていた。徳善院僧正という呼称は文禄5年（1596年）5月に後陽成天皇から勅許をもらって名乗ったものであり、これは豊臣秀頼の初上洛、初参内、伏見城惣礼（豊臣秀吉から秀頼への代替わり）をアピールする一環であったと考えられる。改名前の文禄4年（1595年）8月3日付の連書状（起請文）に「徳善院僧正」という署名があるが、これは改名後に右筆が他の人物とまとめて署名したものであり、秀頼の誕生日（8月3日）に起請文を提出したという事実を作るために遡って作成されたものである。

## 系譜
- 父：前田基光
- 母：不詳
- 正室：村井貞勝の娘
  - 長男：前田秀以（1576-1601）
  - 次男：前田正勝（1581-1613） - 三男とも
- 生母不明の子女
  - 女子：三条西実条正室
  - 女子：長松院 - 堀尾忠氏正室
  - 女子：石川忠総継室
  - 女子：一瀬仁左衛門（堀尾氏家臣）室
  - 三男：前田茂勝（1582-1621） - 次男とも
  - 女子：稲葉貞通継々室